# Didymotrichella quercina
Didymotrichella quercina är en svampart som beskrevs av G. Arnaud 1954. Didymotrichella quercina ingår i släktet Didymotrichella, divisionen sporsäcksvampar och riket svampar.   Inga underarter finns listade i Catalogue of Life.